# أ. جي. مكنمارا
أ. جي. مكنمارا هو محامي وقاضي ومهندس وسياسي أمريكي، ولد في 9 يونيو 1936 في نيو أورلينز في الولايات المتحدة، وتوفي في 2 ديسمبر 2014 في ميتايري في الولايات المتحدة بسبب الشلل فوق النووي المترقي. نشط حزبياً في الحزب الديمقراطي والحزب الجمهوري. وقد انتخب عضو مجلس نواب لويزيانا ‏.